# Mario Party 7
Mario Party 7 (Japans: マリオパーティ 7, Romaji: Mario Pāti Sebun) is een partyspel voor de Nintendo GameCube, uitgebracht op 27 januari 2006. Het spel werd ontworpen en uitgegeven door Nintendo en is hierbij de laatste Mario Party op de Nintendo GameCube.

## Spelmodes
- Party Cruise
- Solo Cruise
- Deluxe Cruise
- Minigame Cruise
- Duty Free Shop
- Control Room

## Party Cruise
De belangrijkste mode in Mario Party 7 is de Party Cruise. Hier nemen de 4 (mogelijk zelfs 8) spelers het tegen elkaar op. In de Party Cruise krijgt de speler de keuze uit 6 verschillende spelborden:
- Grand Canal
- Pagoda Peak
- Pyramid Park
- Neon Heights
- Windmillville
- Bowser's Enchanted Inferno

Op het gekozen spelbord springen de spelers tegen een dobbelsteen om de volgorde te bepalen wie als eerste, tweede, derde en vierde mag beginnen. Elk spelbord heeft verschillende vakjes:
- Blue Space (blauw vakje): ontvang 3 munten
- Red Space (rood vakje): verlies 3 munten
- Happening Space (gebeurtenisvakje): een speciale gebeurtenis vindt plaats
- Mic Space (Mic vakje): een Mic-mini-game wordt gespeeld
- Duel Space (duel vakje): de speler neemt het tegen een medespeler op in een duel-minigame
- DK Space (DK vakje): een DK-minigame wordt gestart
- Koopa Kid Space (Koopa Kid vakje): de Koopa Kid roulette wordt gestart
- Bowser Space (Bowser vakje): een Bowser-minigame wordt gestart

## Speelbare personages
De speelbare personages zijn onder andere
- Mario
- Luigi
- Daisy
- Peach
- Yoshi
- Birdo (vrij te spelen)

- Boo
- Dry Bones (Vrij te spelen)
- Wario
- Waluigi
- Toad
- Toadette

## Minispellen
4-Player
- Big Dripper
- Bubble Brawl
- Catchy Tunes
- Cointagious
- Fun Run
- Ghost in the Hall
- Kart Wheeled
- Picture This
- Pokey Pummel

- Snow Ride
- Take Me Ohm
- Target Tag
- Track & Yield
- Balloon Busters
- Clock Watchers
- Dart Attack
- Mathemortician
- Oil Crisis

1 vs. 3
- Balloonatic
- Spray Anything
- Flashfright
- La Bomba
- Pogo-a-Go-Go
- Spinner Cell
- Coin-Op Bop

- Easy Pickings
- Think Tank
- Be My Chum!
- Boxing Day
- Number Crunchers
- StratosFEAR!
- Wheel of Woe

2 vs. 2
- Battery Ram
- Buzzstormer
- Pyramid Scheme
- Sphere Factor
- Bumper Crop
- Cardinal Rule

- Herbicidal Maniac
- Hop-O-Matic 4000
- Spider Stomp
- Tile and Error
- Wingin’ It
- World Piece

Battle
- The Final Countdown
- Helipopper
- Air Farce
- Deck Hands
- Monty’s Revenge

Duel
- Camp Ukiki
- Hip Hop Drop
- Mad Props
- Spin Doctor
- Warp Pipe Dreams
- Apes of Wrath

- Bridge Work
- Fish & Cheeps
- Gimme a Sign
- Light Speed
- Royal Rumpus
- Weight For It

8-player
- Bob-ombic Plague
- Bumper to Bumper
- Gimme a Brake
- Grin and Bar It
- Hammer Spammer
- Shock Absorbers

- Duct & Cover
- Real Smoothie
- Rope a Dope
- Spin Off
- Synch-row-nicity
- Unhappy Trails

DK
- Bananas Faster
- Peel Out
- Stump Change

- A Bridge Too Short
- Jump, Man
- Vine Country

Bowser
- Funstacle Course!
- Funderwall!
- Magmagical Journey!
- Tunnel of Lava!

- Treasure Dome!
- Slot-O-Whirl!
- Bowser's Lovely Lift! (eindbaas)

Rare
- Ice Moves
- Stick and Spin

## Ontvangst
| Beoordeeld door        | Jaar | Score |
| ---------------------- | ---- | ----- |
| GameSpy                | 2005 | 80%   |
| Jeuxpo.com             | 2006 | 75%   |
| Gamers.at              | 2006 | 74%   |
| IGN                    | 2005 | 70%   |
| 4Players.de            | 2006 | 65%   |
| G4 TV: X-Play          | 2006 | 60%   |
| Gameplanet             | 2006 | 50%   |
| Game Informer Magazine | 2005 | 50%   |
| 1UP                    | 2005 | 40%   |
| The Video Game Critic  | 2006 | 33%   |